# Frank Thomas (baseball)
Pour les articles homonymes, voir Thomas et Frank Thomas.
Frank Edward Thomas, surnommé The Big Hurt (né le 27 mai 1968 à Columbus, Géorgie) est un joueur américain de baseball qui a joué dans les ligues majeures de 1990 à 2008, incluant 16 saisons pour les White Sox de Chicago. 
À l'annonce de sa retraite, il occupe le 18e rang de l'histoire pour les coups de circuit avec 513. Il a maintenu une moyenne au bâton à vie de, 303 avec 2 409 coups sûrs. Il est élu au Temple de la renommée du baseball en 2014.

## Carrière
Au cours de ses 19 saisons dans la Ligue majeure de baseball, il a accumulé 2419 coups sûrs et 516 coups de circuit (au 22 avril 2008). Il a joué pour l'Université d'Auburn dans les équipes de baseball et de football américain (au poste de tight end) avant d'être choisi par les White Sox de Chicago au 1er tour de la draft 1989 (7e choix global).
Il commence sa carrière en Ligue majeure en 1990 avec les White Sox de Chicago. Il aligne 8 saisons d'affilée avec 100 points, 100 points produits et 100 bases automatiques. En 1993, il est élu meilleur joueur des ligues majeures, frappant 174 coups sûrs, 41 coups de circuit et 128 points produits. En 1994, il conserve ce trophée, enregistrant 38 coups de circuit et 101 points produits lors d'une saison raccourci par une grève des joueurs. En 2005, il commence la saison avec les White Sox de Chicago, mais ne joue pas lors de la série mondiale en raison d'une fracture de la cheville.
En 1996, Thomas atteint les buts lors de ses 52 premiers matchs, battant un record des majeures pour la plus longue série du genre pour amorcer une saison. Thomas dépasse les 48 matchs consécutifs avec une présence sur les buts de Mark McGwire d'Oakland, qui venait quelques jours plus tôt d'effacer la série jusque-là record de 47 matchs d'Alvin Davis pour Seattle en 1984. Le nouveau record des majeures de Thomas tient trois ans, et est battu par Derek Jeter (53 matchs) en 1999.
En 2006, Thomas quitte les White Sox pour rejoindre les Athletics d'Oakland comme frappeur désigné. Il frappe 39 coups de circuit et produit 114 points avec une moyenne au bâton de 0,270. Le 16 novembre 2006, Thomas signe un contrat de deux années et 18,12 millions de dollars avec les Blue Jays de Toronto. Le 17 juin 2007, il frappe son 496e circuit en carrière qui est aussi son 244e en tant que frappeur désigné, établissant le nouveau record de circuits frappés pour ce poste. Le 28 juin, il entre dans le club restreint des joueurs ayant frappé au moins 500 circuits en carrière. Il est le 21e joueur de Ligue majeure à faire son entrée dans ce club. Dix-sept ans après son premier coup de circuit dans le Hubert H. Humphrey Metrodome, il frappe son 500e dans ce même stade face à Carlo Silva, le lanceur des Twins du Minnesota.
Thomas commence la saison 2008 avec les Blue Jays de Toronto avant d'être licencié le 20 avril. Il signe un nouveau contrat avec les Athletics le 24 avril.
À une époque où la consommation alléguée de stéroïdes fait grand bruit dans la MLB, Thomas s'est prononcé à plusieurs reprises contre toute forme de dopage. Dans l'enquête qui mène à la publication en 2007 du rapport Mitchell sur le dopage dans le baseball majeur, Thomas est l'un des cinq joueurs qui accepte d'être interviewé par le sénateur américain George J. Mitchell, et du groupe il est le seul à avoir accepté d'être identifié.
Il annonce sa retraite le 11 février 2010.
Les White Sox annoncent que le numéro 35 porté par Thomas sera retiré par la franchise lors d'une cérémonie au U.S. Cellular Field de Chicago le 29 août 2010.
Un flipper construit par Gottlieb en 1995 porte son nom.

## Palmarès
- Meilleur joueur des ligues majeures : 1993, 1994.
- Champion de la moyenne au bâton : 1997.
- Champion du monde avec les White Sox : 2005.